# Johann Matthäus Bechstein

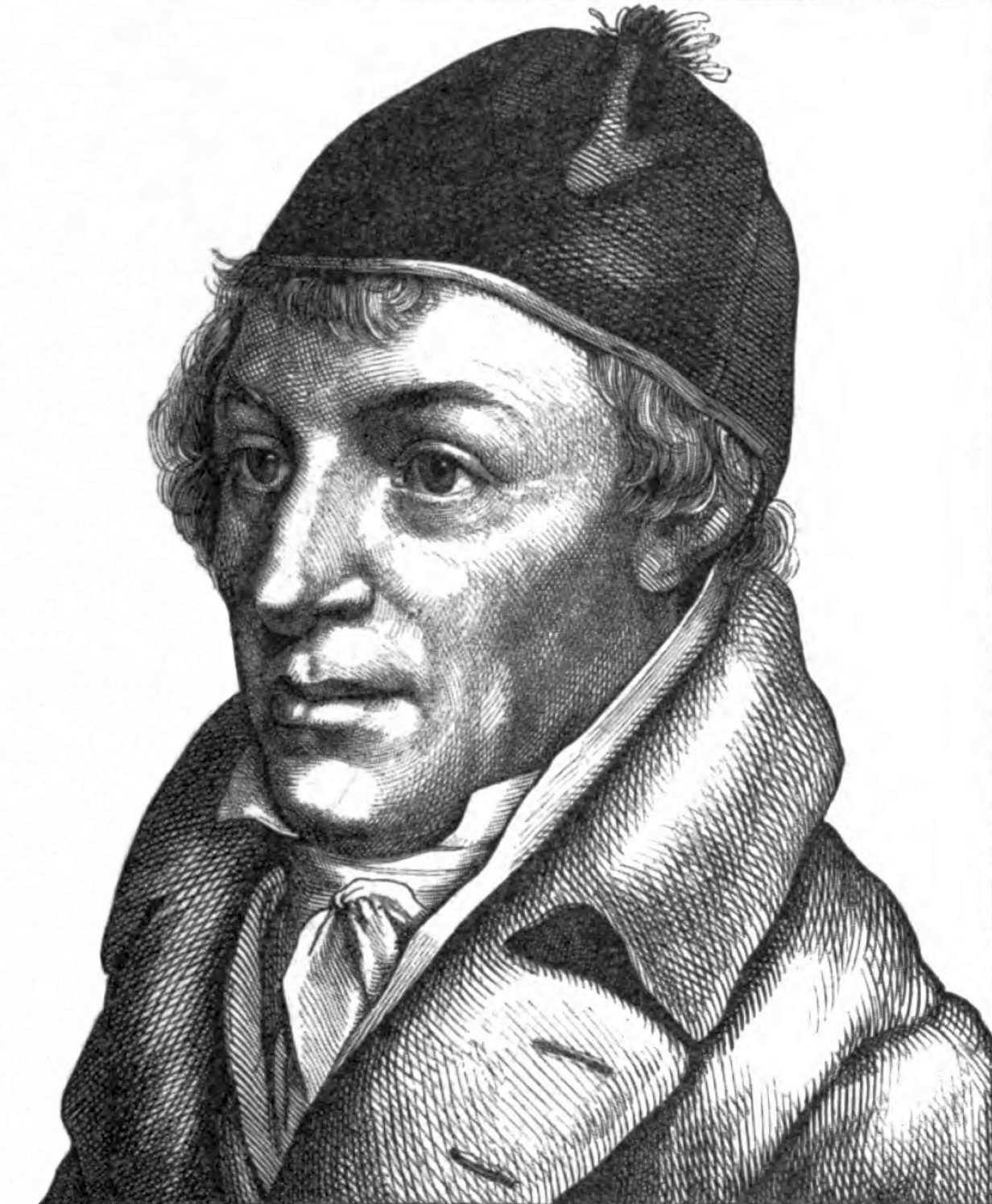
Johann Matthäus Bechstein, posthume Darstellung von Emil Eugen Sachse

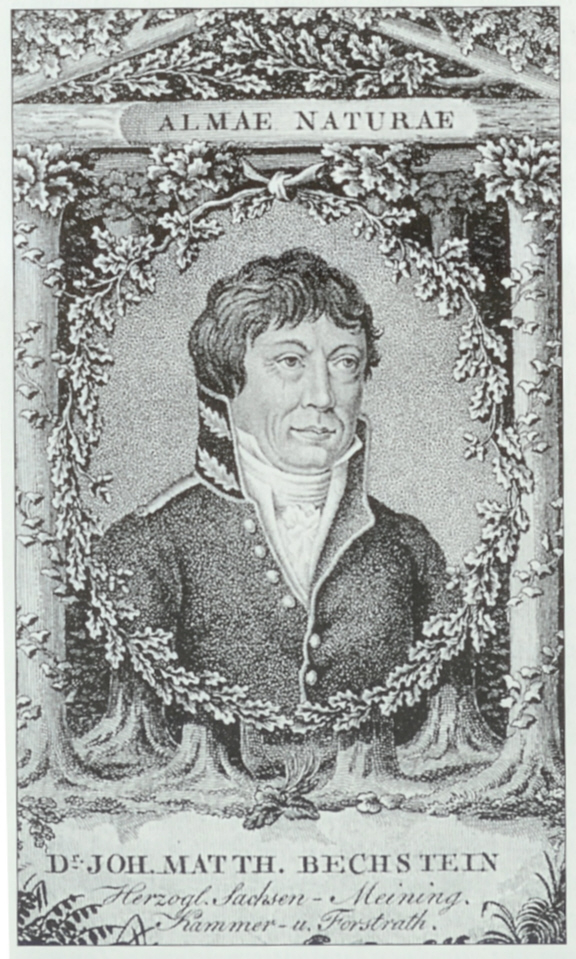
Der Forstmann Johann Matthäus Bechstein

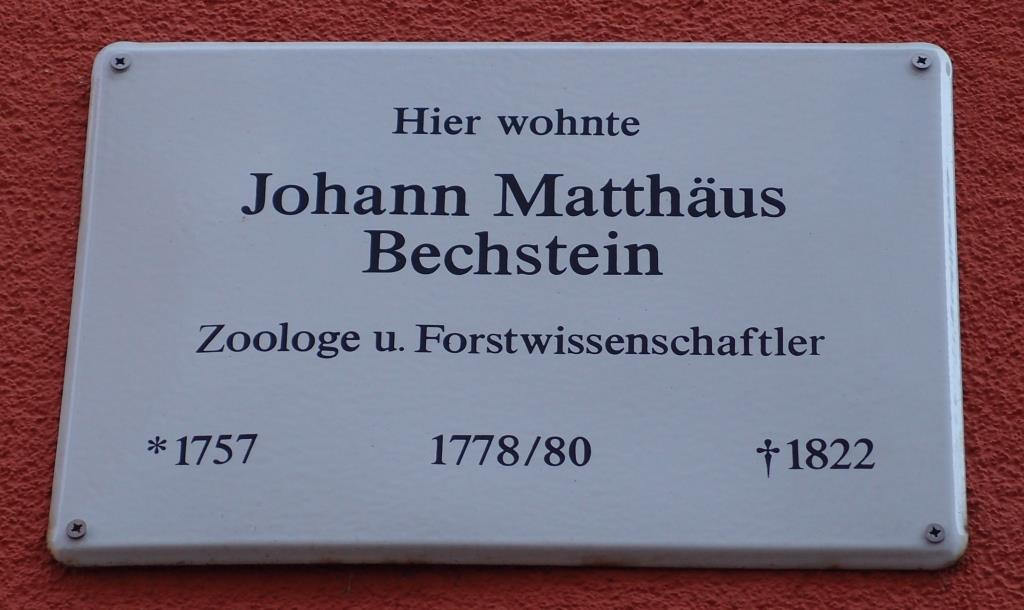
Tafel für Johann Matthäus Bechstein in Jena, Zwätzengasse 18

Johann Matthäus Bechstein (* 11. Juli 1757 in Waltershausen; † 23. Februar 1822 in Dreißigacker bei Meiningen) war ein deutscher Naturforscher, Forstwissenschaftler und Ornithologe. Er gilt als Pionier des Naturschutzes und der wissenschaftlichen Ornithologie. Er war der Gründungsdirektor der Forstakademie Dreißigacker.

## Leben
Johann Matthäus Bechstein wurde in Waltershausen nahe Gotha geboren. Er studierte von 1776 bis 1780 in Jena Theologie, Naturwissenschaften sowie Forst- und Kameralwissenschaft. Ab 1785 war er Lehrer für Naturwissenschaften und Mathematik am Philanthropin in Schnepfenthal, jetzt Ortsteil von Waltershausen. Diese Einrichtung existiert noch heute als Salzmannschule, ein Sprachengymnasium. Im Jahre 1794 gründete Bechstein in der Kemnate bei Waltershausen die Öffentliche Lehranstalt für Forst- und Jagdkunde, ein Privatforstinstitut, die er dann bis 1799 auch leitete. Ende 1795 rief er die „Societät für Forst- und Jagdkunde“ ins Leben, eine erste Gesellschaft für Forstpraktiker und Gelehrte, die bald zahlreiche Mitglieder im In- und Ausland hatte. Die Abhandlungen der Societät erschienen ab 1797 in der Gesellschaftsschrift Diana.
Im Jahr 1800 wurde Bechstein als Direktor der dann im folgenden Jahr eröffneten Lehranstalt für Forst- und Jagdkunde nach Dreißigacker bei Meiningen berufen. Die Anstalt wurde 1803 in den Rang einer Herzöglichen Forstakademie erhoben. Einer der dortigen Lehrer war ab 1808 der populäre Schriftsteller Carl-Gottlob Cramer. Zu den Schülern der Forstakademie gehörten unter anderem Georg Wilhelm von Wedekind, Julius von den Brinken, Carl Heinrich Georg von Heyden und Carl Heinrich Edmund von Berg sowie Johannes Herrle, den er dort zum Lehrer machte. Am 15. September 1800 wurde Bechstein mit dem Beinamen Oppianus zum Mitglied (Matrikel-Nr. 1013) der Leopoldina gewählt. 1806 wurde ihm die Ehrendoktorwürde durch die Universität Erlangen verliehen. Im Jahr 1808 wurde er zum korrespondierenden Mitglied der Bayerischen Akademie der Wissenschaften gewählt. Seit 1812 war er korrespondierendes Mitglied der Preußischen Akademie der Wissenschaften.
Seine umfangreichen naturkundlichen Schriften – er beschrieb unter anderem als Erster mehrere Vogelarten – brachten Johann Matthäus Bechstein schon zu Lebzeiten den Ruf als „Vater der deutschen Vogelkunde“ ein. Er war einer der Ersten, die sich für den Naturschutz einsetzten. Er forderte den Erhalt von Tieren, die man zu seiner Zeit nicht als schützenswert ansah, beispielsweise von Fledermäusen. Nach ihm sind die Bechsteindrossel (Turdus bechsteinii) und die Bechsteinfledermaus (Myotis bechsteinii) benannt. Seine Schriften befassten sich auch mit der Haltung von Käfigvögeln und deren Krankheiten. Mit seiner Naturgeschichte der Stubenthiere begründete er die Terrarienkunde. Insgesamt umfasst sein Werk rund 90 Monographien mit 132 Einzelbänden sowie zahlreiche Zeitschriftenaufsätze.
Bechstein war Mitglied von Meiningens Freimaurerloge „Charlotte zu den drei Nelken“.
Er war der Adoptivvater des Schriftstellers Ludwig Bechstein. Dieser veröffentlichte 1855 Dr. Johann Matthäus Bechstein und die Forstacademie Dreißigacker. Ein Doppel-Denkmal von Ludwig Bechstein, die erste eigenständige Biographie eines deutschen Forstmannes in Buchform. Erst 1950, also knapp hundert Jahre später, verfasste Albert Richter die zweite, ausführliche Biographie eines Forstwissenschaftlers, die von Heinrich Cotta.

## Ehrungen
Zu Ehren von Johann Matthäus Bechstein verleiht der Thüringer Forstverein die „Johann Mattäus-Bechstein-Medaille“ für Verdienste um den Wald und das Forstwesen in Thüringen.

## Schriften (Auswahl)
- Gemeinnützige Naturgeschichte Deutschlands nach allen drey Reichen. 4 Bände. Leipzig 1789–1809.
- Kurze aber gründliche Musterung aller bisher mit Recht oder Unrecht von dem Jäger als schädlich geachteten und getödteten Thiere, nebst Aufzählung einiger wirklich schädlichen, die er, seinem Berufe nach, nicht dafür erkennt, … Ettinger, Gotha 1792–1805.
- Naturgeschichte der Stubenvögel. Ettinger, Gotha 1795.
- Gespräche im Wirthshause zu Klugheim über allerley Nützliches und Belehrendes aus der Natur und Oekonomie, Nürnberg 1796.
- Naturgeschichte der Stubenthiere. Ettinger, Gotha 1797.
- Ornithologisches Taschenbuch von und für Deutschland oder Kurze Beschreibung aller Vögel Deutschlands für Liebhaber dieses Theils der Naturgeschichte. Richter, Leipzig 1802.
- Herausgeber mit Georg Ludwig Scharfenberg: Vollständige Naturgeschichte der schädlichen Forstinsekten. Ein Handbuch für Forstmänner, Cameralisten und Oekonomen, Leipzig 1804.
- Naturgeschichte der schädlichen Waldinsecten. Monath & Kußler, Nürnberg 1798–1800.
- Diana oder Gesellschaftsschrift zur Erweiterung und Berichtigung der Natur-, Forst- und Jagdkunde. Waltershausen 1797–1816.
- Forstbotanik oder vollständige Naturgeschichte der deutschen Holzgewächse und einiger fremden. Henningsche Buchhandlung, Erfurt 1810, urn:nbn:de:bsz:14-db-id17895341519.
- Die Forst- und Jagdwissenschaft nach allen ihren Theilen für angehende und ausübende Forstmänner und Jäger. Gotha, Erfurt 1818–1835 post mortem.